# Храм Святого Георгия Победоносца (Алчевск)
Храм Святого Великомученика и Победоносца Георгия — приходской храм Алчевского благочиния Луганской и Алчевской епархии Украинской православной церкви Московского патриархата в городе Алчевске, названый в честь Святого Великомученика и Победоносца Георгия.

## История
В мае 2000 года, при содействии генерального директора АМК Энвера Омаровича Цкитишвили, по проекту архитектора Анатолия Павловича Бондарева было положено начало строительства храма в честь и память св. Великомученика и Победоносца Георгия. Решение о строительстве храма Георгия Победоносца было принято в апреле 2000 года. С самого начала храм мыслился как Храм-памятник двухтысячелетию Рождества Христова и 55-летию Победы в Великой Отечественной войне.
7 мая 2000 — освящение места под строительство храма. В мае исполкомом была выделена земля и 14 мая архиепископом Луганским и Старобельским Иоанникием, после Божественной литургии, было освящено место под строительством храма. 15 мая было начато строительство, которое было завершено менее, чем за один год. 25 июня 2000 года был заложен первый камень и капсула.
6 декабря 2000 года после Божественной литургии были освящены и подняты колокола. К середине марта были поставлены все купола. На установку последнего купола прибыл Иоанникий, Архиепископ Луганский и Старобельский.
15 апреля 2001 года в день Святой Пасхи в храме отслужена первая Божественная Литургия. Пасхальную Полунощницу и Божественную Литургию совершил иерей Вадим Галкович, клирик Свято-Николаевского собора в сослужении иерея Романа Скакуна, клирика Свято-Преображенского храма г. Перевальска. 17 апреля, на 3 день Святой Пасхи, был освящен престол. Архиепископом Луганский и Старобельский Иоанникией торжественно возложил частицу мощей священномученика Фаддея в основание престола. Владыка и сослужащие ему священнослужители возлили душистый воскомастих на четыре угла престола, омыли его водой и красным вином, помазали благовонным миром. По освящении престола служилась первая Архиерейская Литургия. 6 мая 2001 года был отслужен первый престольный праздник. А накануне праздника было произведено золочение иконостаса и установка первого ряда икон. Иконы написаны в древнем греческом стиле на золоте иконописной мастерской Николая Меркурьева, находящейся в городе Таллинне.
21 мая 2008 — Блаженнейший Владимир положил первый кирпич в воздвижение стен Воскресной школы. 15 мая 2010 — освящение часовни на пруду мц. Татианы.
При храме действует воскресная школа для детей прихожан, в которой преподаются Библейская история, Закон Божий, Катехизис, история Церкви, история Русской православной церкви, Богослужение и церковное пение. В школе учащиеся изучают дисциплины музыкального и изобразительно-прикладного направления, которые являются средством духовно-нравственного и эстетического воспитания детей и являются дополнением к практической деятельности детей в ходе богослужений, способствуя постепенному приобщению их к православному образу жизни.
Настоятель: протоиерей Александр Устименко. Священнослужители прихода: протоиерей Иоанн Куманец, иерей Алексей Зубов.